# Jean-Loup Chrétien
Jean-Loup Chrétien es un ingeniero, general de brigada de la Armée de l'Air y antiguo spationaut de la CNES que voló en varias misiones espaciales franco-soviéticas, y en una misión del Transbordador Espacial de la NASA. Chrétien es el primer francés en haber estado en el espacio.
Entre 1990 y 1993, Chrétien participó en la capacitación de piloto del transbordador espacial Buran, en el Instituto Joukovski de Moscú. Asimismo, ha volado los aviones Tupolev 154 y MiG-25, simuladores de vuelo equivalentes al Shuttle Training Aircraft (STA).
Paso un tiempo en el espacio de 43 días, 11 horas, y 19 minutos, y participó en las misiones Soyuz T-6, Soyuz TM-7, Soyuz TM-6, y STS-86. 

## Biografía
Nacido el 20 de agosto de 1938 en la ciudad de La Rochelle, en Francia. Se casó y se divorció de Amy Kristine Jensen, ciudadana norteamericana. Tuvo cinco hijos (uno fallecido), entre los cuales una hija llamada Lauren. Lauren y su madre, Amy Jensen, viven actualmente en Houston. Sus pasatiempos incluyen el esquí en invierno y la vela en verano. También le gusta el golf, el windsurf, rallys y la carpintería. Además, toca el órgano de la iglesia, y se llevó uno con él durante su primera estancia en la Ciudad de las Estrellas, en la antigua URSS. Su padre, Jacques, fue marinero, y su madre era ama de casa. Chrétien habla francés, inglés y ruso. En 1984 fue copiloto en la tradicional carrera París-Dakar, a bordo de un automóvil Renault Fuego 4x4.

## Educación
Chrétien fue educado en la L'École Communale de Ploujean, el Collège Saint-Charles de Josselin, y el liceo de Morlaix. Entró en la École de l'air (la Academia de la Fuerza Aérea Francesa) en la base aérea 701 Salon-de-Provence, en 1959, y se graduó en 1961, recibiendo una maestría en ingeniería aeronáutica.

## Organizaciones
Miembro de la junta directiva de la "Académie de l'Air et de l'Espace", y el Museo francés del Aire y el Espacio. Es exconsejero de Actividades Espaciales (tripuladas) del Presidente de Dassault Aviation. Miembro del Instituto Americano de Aeronáutica y Astronáutica, la Academia Internacional de Astronáutica, y la Asociación de Exploradores Espaciales. Miembro de la Junta de Brit Air, una compañía aérea en su ciudad natal, Morlaix.

## Premios y distinciones
Se le otorgó el título de Héroe de la Unión Soviética el 2 de julio de 1982. Beneficiario de la Orden de Lenin, la Orden de la Bandera Roja del Trabajo, Comandante de la Legión de Honor, Caballero de la Orden Nacional del Mérito, Titulaire de la Médaille de l'Aéronautique (Titular de la Medalla de la Aeronáutica), y la ciudadanía honoraria de Arkalyk.

## Carrera
Chrétien asistió a la ASCAN Training en el Johnson Space Center en 1995. Inicialmente fue asignado para trabajar las cuestiones técnicas de la División de Planeación de Operaciones de la Oficina de Astronautas. Estuvo en la tripulación de la misión STS-86 Atlantis (25 de septiembre a 6 de octubre de 1997) la séptima misión a rendezvous, y un acoplamiento a la estación espacial rusa Mir. Lo más destacado fue la entrega de una computadora de control, el intercambio de los miembros de la tripulación de EE. UU., Mike Foale y David Wolf, una caminata espacial de Scott Parazynski y Vladimir Titov para recuperar cuatro experimentos desplegados por primera vez en la Mir durante la misión de acoplamiento STS-76, la transferencia a Mir de 10.400 libras de ciencia y logística, el regreso de hardware experimental y resultados a la Tierra. La misión duró 10 días, 19 horas, 21 minutos.
En septiembre del 2000, mientras visitaba una tienda de materiales The Home Depot en Webster, Texas, fue golpeado por un taladro de 68 kilos que cayó de un estante de diez pies encima de él. Las lesiones en el cuello, cabeza y hombros eran lo suficientemente graves como para que un cirujano de vuelo de la NASA determinara que Chrétien no podía volar más. Se vio obligado a retirarse del programa espacial en el 2001. Presentó una demanda de $15 millones contra de Home Depot varios meses después del accidente. La empresa resolvió la demanda en 2002. Los términos del acuerdo están protegidos por un acuerdo de confidencialidad. Chrétien está trabajando actualmente para Tietronix Software Inc como VP de Investigación y Desarrollo en Houston, Texas.